# 貞恵公主墓

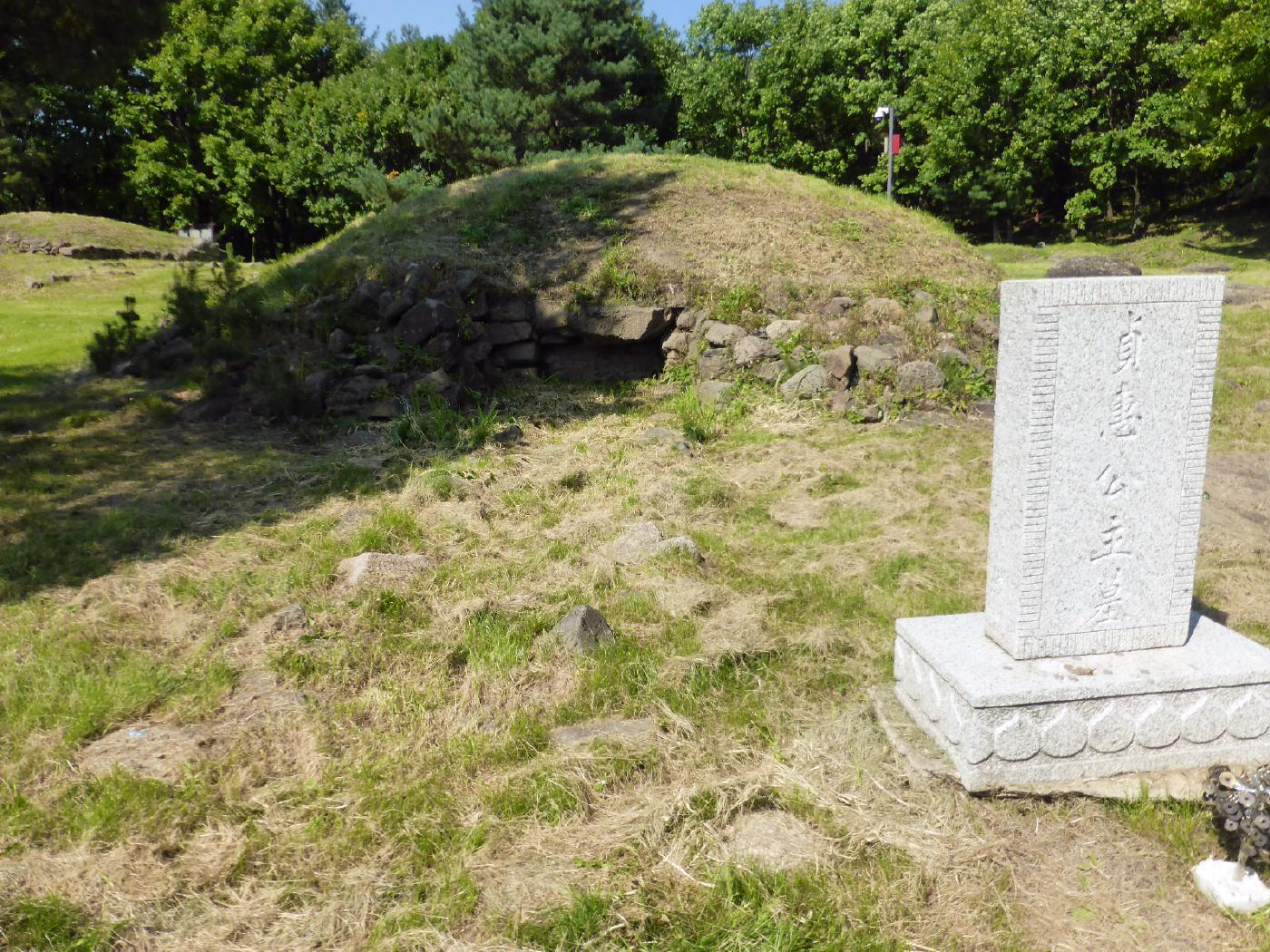
貞恵公主墓

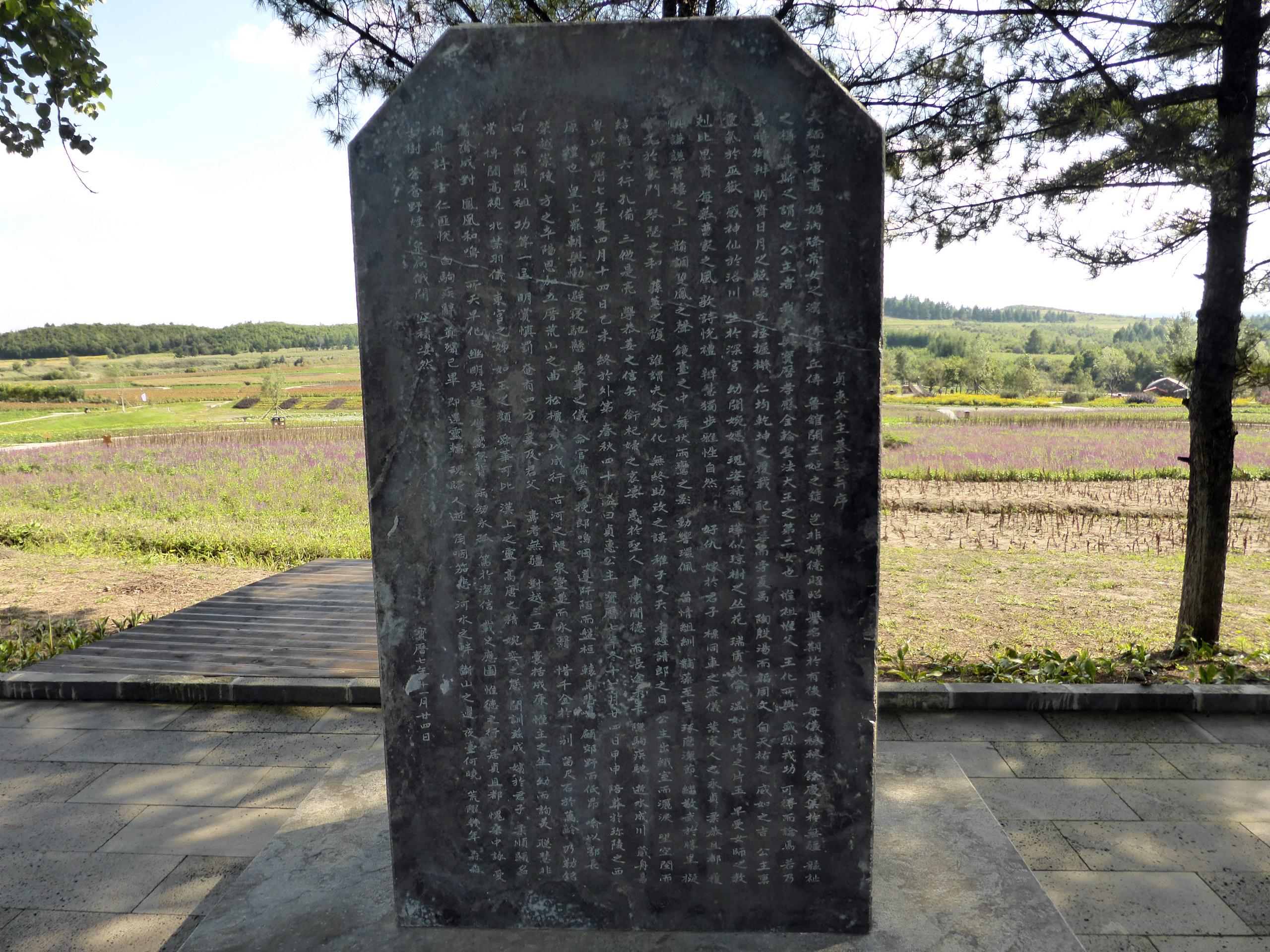
貞恵公主墓誌

貞恵公主墓（ていけいこうしゅぼ）は、渤海第3代王・大欽茂の次女・貞恵公主の墓である。中華人民共和国吉林省敦化市六頂山古墓群に位置し、墳墓群のなかに貞恵公主の墓が含まれている。

## 概要
中華人民共和国吉林省敦化市（渤海前期の都城旧国・敖東城の比定地）の南方の六頂山古墓群に所在する。1949年の調査により発見された。
墓室は石製の3メートル弱四方のほぼ正方形で高さは2.68メートル、三角持ち送り式の天井を持ち、墓道の長さは11メートル、封土は幅2.45メートル・高さ1.5メートルの円形の形状をしている。（概略図は出典ご参照）
墓碑、石獅子、瑪瑙珠、三彩器の器底、金銅製釘、鉄製釘などが出土した。
すでに盗掘されていたが石製の墓誌が出土し、墓主の一人が貞恵公主であると判明した。墓誌は、駢麗文が楷書体の漢字で刻まれている。また、1980年から1981年に発掘調査された貞孝公主墓誌との比較研究により「貞恵公主は777年に死亡、780年に埋葬」とされ、渤海の遺跡・遺物研究における実年代の基準が初めて得られた。
注目を集めたのは、高句麗で好まれた三角持ち送り式の天井で構築されていたことであり、高句麗の伝統を受け継いだものと理解され、高句麗と渤海とを結びつける証拠とされた。しかし、渤海考古学者の田村晃一は、「墓誌によれば、公主は結婚していて、夫に先立たれ、幼子を育てていたというのであるから、この墓は夫の墓であったのではあるまいか。そうするとむしろ夫が高句麗系の人物で、王室と密接な関係を持っていた人物であると考えてもよいわけである」と述べている。
王承礼（吉林省博物館館長）は、渤海文化は独立的な渤海独自の民族文化という主張は誤った見解との認識を示しており、実例として、貞恵公主墓と貞孝公主墓の比較を通じて貞恵公主墓は高句麗文化の影響を示しているが、貞孝公主墓は唐文化の影響を示しており、唐に対する渤海の隷属化が進行したと主張している。
貞恵公主墓および貞孝公主墓墓誌銘文は、『詩経』『礼記』をはじめとする古典に出典をもつ語句によって構成されている。